# Rolling Stone Original
Rolling Stone Original – album grupy Nickelback wydany w roku 2005 (zob. 2005 w muzyce).

## Opis albumu
Rolling Stone Original – minialbum kanadyjskiego zespołu rockowego Nickelback, wydane we wrześniu 2005 roku w formie promocyjnej, przez wytwórnię Roadrunner Records. Minialbum zawiera 4 utwory zagrane w wersji akustycznej, podczas sesji dla Rolling Stone. Na albumie znalazł się także premierowy utwór Photograph, który znalazł się na wydanej miesiąc później płycie All the Right Reasons. Poza tym zespół zaprezentował dwa utwory z albumu Silver Side Up, oraz jeden z krążka The Long Road. Utwory Someday oraz Too Bad nagrane podczas tej sesji, znalazły się w późniejszym czasie na stronie B singla z utworem If Everyone Cared. Utwór Photograph trafił na stronę B singla z utworem Far Away. Minialbum ukazał się jedynie w Stanach Zjednoczonych.

## Lista utworów
| 1. | „Photograph” (Ch.Kroeger -Nickelback)        | 4:33  |
|    |                                              |       |
| 2. | „How You Remind Me” (Ch.Kroeger -Nickelback) | 3:40  |
|    |                                              |       |
| 3. | „Someday” (Ch.Kroeger -Nickelback)           | 3:24  |
|    |                                              |       |
| 4. | „Too Bad” (Ch.Kroeger -Nickelback)           | 3:59  |
|    |                                              |       |
|    |                                              | 15:36 |
|    |                                              |       |
(Autorem tekstów do utworów jest wokalista grupy Chad Kroeger, muzykę skomponował wspólnie cały zespół)

## Twórcy
Nickelback
- Chad Kroeger – gitara akustyczna, śpiew
- Ryan Peake – gitara akustyczna, wokal wspierający
- Mike Kroeger – gitara basowa
- Daniel Adair – perkusja

Produkcja
- Nagrywany oraz miksowany: 2005 w „Rolling Stone Studios” (Stany Zjednoczone)
- Miksowanie oraz mastering: Joe Moi
- Producent muzyczny: Nickelback, Chad Kroeger
- Aranżacja: Chad Kroeger, Ryan Peake, Mike Kroeger, Daniel Adair, Ryan Vikedal
- Teksty piosenek: Chad Kroeger